# بروتوكول التوصيل الجذعي للشبكات الافتراضية
بروتوكول الشبكات الافتراضية الجذعي (بالإنجليزية: VLAN trunking protocol)‏ هو بروتوكول للشبكات الوهمية خاص بشركة CISCO

## بروتوكول الشبكات الافتراضية الجذعي
VLAN trunking protocol ويختصر بـ VTP

عمل بروتوكول الشبكات الإفتراضية الجذعي

هو بروتوكول مملوك لشركة سيسكو سيستمز، ويقوم هذا البروتوكول بالتنسيق بين المبدلات «مقلاد» والموجهات "router" لإنشاء نطاقات الشبكات الوهمية لان افتراضية ضمن الشبكات المحلية شبكة محلية.

## أنماط ل بروتوكول الشبكات الافتراضية الوهمية الجذعي
1. نمط الخادم server mode يتم به إعداد المبدل أو الموجه الذي سينشر الإعدادات.
2. نمط العميل client mode المبدلات المستقبلة تكون على النمط الثاني والثالث.
3. النمط الشفاف transparent mode : عندما تريد تعطيل البروتوكول VTP على أحد المبدلات اجعله على النمط الشفاف الثالث Transperent Mode.

## كيف تعرف المبدلات المستقبلة أن رسائل تحديث VTP تحتوي على معلومات حديثة فعلا؟
الحل في رقم يسمى رقم المراجعة Revision Number حيث يتم زيادة هذا الرقم مع كل تحديث، تقارن المبدلات المستلمة لرسائل التحديث الرقم الخاص بها مع الرقم الجديد، إذا وجدت رقم المراجعة الخاص بها أقل من الرقم الجديد تقوم في هذه الحالة المبدلات المستلمة بتحديث إعدادات الشبكة الظاهرية لديها.